# فرودگاه پیبور
 فرودگاه پیبور (به انگلیسی: Pibor Airport) یک فرودگاه همگانی، غیرنظامی است که یک باند فرود سنگفرش دارد و طول باند آن ۱۰۹۷ متر است. این فرودگاه در کشور سودان جنوبی قرار دارد و در ارتفاع ۴۱۲ متری از سطح دریا واقع شده است.